# Mid Glamorgan
Mid Glamorgan (gal·lès Canol Morgannwg) fou un dels comtats creats el 1974 com a divisió administrativa de Gal·les segons la Local Act del 1972. Tenia 1.018 km² i 536.000 habitants. La capital era Merthyr Tudful i es dividia en sis districtes:
- Merthyr Tudful
- Cynan-glyn
- Ogwr
- Rhondda
- Rhymni-glyn
- Taft Ely

Mid Glamorgan fou abolit el 1996 i dividit en les autoritats unitàries de Pen-y-bont ar Ogwr, Merthyr Tudful, Rhondda Cynon Taf i part de Sir Caerffili per la Local Government (Wales) Act 1994.
Segons el cens del 1992, hi havia 43.263 parlants de gal·lès (8,4%). Segons el cens del 2001 n'hi havia 10,159 (10,3%) a Pen-y-bont ar Ogwr, 4,237 (9,3%) a Merthyr Tudful i 20,042 (10,5%) a Rhondda Cynon Taf.